# Рива дел Гарда
Рива дел Гарда (итал. Riva del Garda) је насеље у Италији у округу Тренто, региону Трентино-Јужни Тирол.
Према процени из 2011. у насељу је живело 14727 становника. Насеље се налази на надморској висини од 81 м.

## Становништво
Према резултатима пописа становништва 2011. у општини је живело 15.838 становника.
| 1931.  | 1936. | 1951. | 1961.  | 1971.  | 1981.  | 1991.  | 2001.  | 2011.  |
| ------ | ----- | ----- | ------ | ------ | ------ | ------ | ------ | ------ |
| 10.509 | 8.675 | 9.874 | 10.711 | 12.114 | 13.233 | 13.559 | 14.758 | 15.838 |

## Партнерски градови
- Бенсхајм